# NGC 3889
NGC 3889 ist eine elliptische Galaxie vom Hubble-Typ E0 im Sternbild Großer Bär. Sie ist schätzungsweise 736 Millionen Lichtjahre von der Milchstraße entfernt.
Das Objekt wurde am 1. April 1878 von Lawrence Parsons, 4. Earl of Rosse entdeckt.